# 삼산도서관 (전라남도 순천시)
삼산도서관은 전라남도 순천시 석현동 소재의 시립 도서관이다.